# Alexandre Maria de Castro de Sousa Pinto
Alexandre Maria de Castro de Sousa Pinto  (Porto, 17 de novembro de 1941) MOSD • MPSD •  GCMM • MSMM • GOL • MPDN •  MPCSJ é um militar português.

## Biografia
Nasceu no Porto, freguesia de Miragaia, a 17 de Novembro de 1941, filho do Engenheiro civil José Lima de Sousa Pinto, e de D. Maria José de Castro e Lemos.
Frequentou o Colégio Brotero, tendo-se apresentado como voluntário na Academia Militar, onde foi incorporado a 23-10-1961, e que frequentou de 1961 a 1965, sendo promovido a alferes para a Arma de Cavalaria a 01-11-1965
Como subalterno esteve colocado no Regimento de Cavalaria nº 4 (RC4), em Santa Margarida, onde foi promovido a capitão e imediatamente mobilizado para comandar a
Companhia de Cavalaria nº 2499/Batalhão de Cavalaria nº 2870,   que se deslocou para Angola e desenvolveu acção operacional no Cuando-Cubango, de Abril de 1969 a Novembro de 1970, e na região Caxito-Ambriz, desta data até Maio de 1971.
Foi Comandante do 2º Esquadrão do Batalhão nº 4 da Guarda Nacional Republicana (GNR) do Porto até Julho de 1972, data em que foi novamente mobilizado, desta feita pelo Regimento de Lanceiros nº 2 (RL2), para o comando da Companhia de Polícia Militar nº 8242 que operou na Guiné de Janeiro de 1973 a Junho de 1974, data a partir da qual assumiu a função de Preboste do Comando Territorial Independente da Guiné com três companhias e dois pelotões independentes sob o seu comando.
Entre Outubro de 1974 e Junho de 1976 desempenhou as funções de ajudante-de-campo do General Chefe de Estado-Maior do Exército (CEME). A partir daquela data passou a acompanhar o General António Ramalho Eanes que assume as funções de Presidente da República, e de quem se mantém ajudante até Novembro de 1979.
Colocado posteriormente no Regimento de Cavalaria nº 4 (RC4) exerceu sucessivamente funções como 2º comandante e, durante cerca de um ano, como comandante interino do Grupo de Carros de Combate da Brigada Mista Independente (GCC/BMI) aquartelado naquela unidade.
Em 1981-82 frequentou, no Instituto de Altos Estudos Militares (IAEM), o Curso Geral de Comando e Estado-Maior. Foi professor do IAEM entre 1982 e 1989. No ano lectivo de 1985-86 frequentou o Curso Superior de Estado-Maior na Scuola di Guerra em Civitavvechia, Itália.
De 1989 a 1991, colocado no Campo Militar de Santa Margarida (CMSM), desempenhou as funções de oficial de operações e, a partir de Maio de 1991, as de Chefe do Estado-Maior daquela Grande Unidade. Em Setembro daquele ano regressou ao IAEM onde retomou as funções de professor do referido Instituto.
Promovido a coronel, foi nomeado Comandante do Regimento de Lanceiros n.º 2 (RL2), comando que assume em Janeiro de 1993 e que mantém até Maio de 1995.
Em Novembro de 1995 iniciou, no IAEM, o Curso Superior de Comando e Direcção, regressando posteriormente às funções de professor e exercendo, no ano lectivo de 1996-97, o cargo de Director dos Cursos de Promoção a Oficial Superior e, no de 1997-98, o de Chefe da Secção de Ensino de Táctica.
Promovido a Brigadeiro, foi nomeado 2º comandante do Comando Operacional das Forças Terrestres (COFT), em acumulação com as que vinha desempenhando no IAEM até ao final do ano lectivo. Posteriormente desempenhou, em acumulação com as referidas no COFT, as de Presidente do Conselho da Arma de Cavalaria e de Director da Comissão Técnica da mesma Arma.
Em Dezembro de 1998 assumiu o cargo de Chefe de Gabinete do Chefe do Estado-Maior do Exército (CEME), general António Martins Barrento até Novembro de 2000, data em que foi promovido a tenente-general.
Em 16 de Janeiro de 2001 tomou posse do cargo de Governador Militar de Lisboa, cargo que deixou, por ter atingido o limite de idade no posto, a 17 de Novembro de 2003. Em acumulação de funções exerceu o cargo de Director Honorário da Arma de Cavalaria entre 13 de Março de 2001 e a data da sua passagem à situação de Reserva. Desde essa data passou a exercer as funções de vogal do Conselho Superior de Disciplina do Exército.
Por Despacho do Ministro de Estado e da Defesa Nacional foi nomeado, mantendo as funções desempenhadas no Exército, Presidente da Comissão Portuguesa de História Militar, cargo que exerceu entre 16 de Janeiro de 2004 e Julho de 2020, data em que foi exonerado a seu pedido.

## Filiações
Alexandre de Sousa Pinto é académico honorário da Academia Portuguesa da História, membro efectivo da Academia de Marinha (Classe de História Marítima), membro do Conselho Científico da Comissão Portuguesa de História Militar, membro honorário do “Board" da Comissão Internacional de História Militar, membro honorário do Instituto de Geografia e História Militar do Brasil, sócio efectivo da Revista Militar, presidente da Assembleia Geral da Sociedade Histórica da Independência de Portugal, membro honorário do Instituto de Cultura Europeia e Atlântica, membro de mérito do Instituto de Estudos Histórico-Militares Napoleão I e membro do Conselho Supremo da Liga dos Combatentes.

## Artigos e Livros Publicados
É autor ou co-autor de uma dezena de obras e autor de uma centena de artigos em revistas e outras publicações colectivas maioritariamente de temas de história.

## Louvores e Condecorações
Da sua folha de matrícula constam 21 louvores.
Foi condecorado com 2 Medalhas de Serviços Distintos (Ouro); Medalha de Serviços Distintos (Prata com palma); 4 Medalhas de Serviços Distintos (Prata); Grã-Cruz de Mérito Militar; Medalha de Mérito Militar (2º classe). Foi agraciado com o grau de Grande-Oficial da Ordem da Liberdade a 26 de fevereiro de 2021 e condecorado com 2 Medalhas da Defesa Nacional (1ª Classe); Medalha da Cruz de S. Jorge (1ª Classe); Medalha de Comportamento Exemplar (Ouro e Prata); Medalha comemorativa das campanhas com passadeiras “Angola 1969-71" e “Guiné 1973-7174".
É cavaleiro de honra e devoção da Ordem Soberana e Militar de Malta, comendador da Ordem Equestre do Santo Sepulcro de Jerusalém e comendador da Ordem de S. Miguel da Ala.
Foi também condecorado com as seguintes condecorações estrangeiras:
Cruz do Mérito Militar com Distintivo Branco de 2º classe, de Espanha; Oficial da Legião de Honra, de França; Oficial da Ordem Nacional do Mérito, de França; Ordem de Mérito Militar com espadas brancas, da Jugoslávia; Comendador da Ordem de Mérito Militar, de Marrocos; Membro da Ordem da Rainha Victória, do Reino Unido; Ordem de Francisco de Miranda, da Venezuela.